# Werner Krause (Widerstandskämpfer, 1907)
Werner Krause (* 11. Mai 1907 in Stettin; † 9. Februar 1945 ebenda) war ein deutscher Widerstandskämpfer zur Zeit des Nationalsozialismus und einer der Organisatoren des antifaschistischen Widerstands in Pommern.

## Leben
Krause war der Sohn eines Schuhmachers. Ab 1926 war er Funktionär des KJVDs und der KPD.
Ab 1937 organisierte er zusammen mit seinem Schulfreund Walter Empacher in Stettin eine der größten illegalen Widerstandsgruppen, der zeitweise bis zu 300 Personen angehörten, darunter neben Kommunisten und Sozialdemokraten auch Parteilose. Sie hatten in der Zeit des Zweiten Weltkriegs auch Kontakte zu kirchlich-katholischen und ausländischen Widerstandsgruppen, mit denen sie eng zusammenarbeiteten.
Zur Widerstandsorganisation um Werner Krause und Walter Empacher gehörte 1943/44 auch Herta Geffke.
Krause verfasste eine Reihe „illegal“ publizierter Schriften, darunter ein Flugblatt, das sich an die Ärzteschaft richtete und die Ziele des NKFD propagierte. Um sich auf bewaffnete Auseinandersetzungen und eine aktive Beteiligung an der Befreiung Pommerns vom Nationalsozialismus vorzubereiten, legte die Gruppe um Krause ein Waffenlager an.
Im Dezember 1944 wurde Werner Krause von der Gestapo verhaftet. Am 9. Februar 1945 wurde er zusammen mit Walter Empacher, Walter Miermeister, Heinz Peters, Rudolf Weller und Eugen Wilhelm von einem Sondergericht verurteilt und aus Angst vor der heranrückenden Roten Armee noch am selben Tag gehängt.

## Ehrungen
- In Eberswalde-Finow gibt es eine Gedenkstätte für Werner Krause und den antifaschistischen Widerstand in Pommern